# Münchner Linie
Die Münchner Linie als grundlegende Richtlinie für polizeiliches Handeln wurde in den 1960er Jahren von den Polizeipsychologen Rolf Umbach und Georg Sieber unter der Federführung des Münchner Polizeipräsidenten Manfred Schreiber entwickelt.

## Vorgeschichte
Die Entwicklung der Münchner Linie wurde zum Teil durch die Schwabinger Krawalle 1962 ausgelöst, bei denen das Auftreten der zum Teil berittenen Polizei gegen anfangs weitgehend friedliche Demonstranten zur Eskalation der Situation und der Entstehung regelrechter Straßenschlachten beigetragen hatte. Mit den Schwabinger Krawallen 1962, nach der die Münchner Polizei „auch jenseits der deutschen Grenzen als die weitaus rüdeste Polizei der Bundesrepublik“ bezeichnet wurde, stand der damalige Münchner Polizeipräsident Anton Heigl bundesweit in der öffentlichen Kritik. Heigl starb 1963 nach einem Verkehrsunfall.

## Entwicklung der „Münchner Linie“
Die Stadtpolizei München unter der Federführung des 1963 in das Amt berufenen Polizeipräsidenten Manfred Schreiber entwickelte ein Konzept, das erstmals in Deutschland auf Ansätze zur Deeskalation setzte, um zukünftige Ereignisse dieser Art zu vermeiden („Münchner Linie“). Im Zuge der Polizeireformen wurde in München nun im Januar 1964 mit Rolf Umbach der erste Polizeipsychologe eingesetzt, zugleich aber auch die Mittel der Strafverfolgung durch den Einsatz von Filmteams ausgebaut. Die Münchner Polizei begann, gegenüber öffentlichen politischen Protesten weniger konfrontative Interventionsstrategien zu verfolgen. Massenproteste und Unruhen sollten demnach möglichst im Vorfeld unterbunden werden. Sollte dies nicht gelingen, wollte man auf psychologische Überzeugungstaktik setzen. Gefordert waren größere Gelassenheit gegenüber unkonventionellem Verhalten der Jugendlichen und Verzicht auf spektakuläre Gewalteinsätze. Da Schreiber die Schwabinger Krawalle für ein „massenpsychotisches Ereignis“ hielt, räumte er den Polizeipsychologen erstmals beratende Funktion in Führungs- und Einsatzfragen ein. Neben dem Polizeipsychologischen Dienst institutionalisierte er auch eine mobile Pressestelle zur Öffentlichkeitsarbeit. 1968 folgte in der Funktion als Polizeipsychologe Georg Sieber, der mit Bezug auf Mao Tse-tungs „Theorie des Guerrillakrieges“ postulierte, Polizeibeamte sollten in die Demonstration einsickern und ein Teil davon werden. Eine Polizei, die den Demonstranten nicht frontal, sondern individuell begegnet, könne Gewalt durch Gespräche ersetzen, so Sieber.
Die Linie soll vermeiden, dass Konflikte erst durch das Auftreten der Polizei in geschlossener Formation oder sonstiger martialischer, aufsehenerregender Weise eskalieren. Sie nutzt dazu die Wirkung des einzelnen Polizeibeamten als gruppenbildenden Auslöser zur Verstärkung von sozialer Kontrolle zum Zweck der Förderung gesetzeskonformen Verhaltens.